# Landgraf-Leuchtenberg-Gymnasium Grafenau
Das Landgraf-Leuchtenberg-Gymnasium Grafenau (LLG) ist ein im September 1965 gegründetes naturwissenschaftlich-technologisches, sprachliches und wirtschaftswissenschaftliches Gymnasium im niederbayerischen Grafenau.

## Geschichte
Das Gymnasium wurde als kommunale Oberrealschule des Landkreises Grafenau 1965 gegründet und 1967 verstaatlicht. Zwei Jahre später 1969 wurde das neue Schulgebäude im Schulzentrum am Schwaimberg bezogen.
1971 wurde der Ausbau zu einem vollwertigen Gymnasium beschlossen und 1973/1974 wurde der neusprachliche Zweig mit Englisch, Französisch und Latein eingeführt. In diesem Schuljahr wurde ebenso der erste Abiturjahrgang entlassen.
Zum Schuljahr 1973/1974 begann auch der bayerische Schulversuch einer kooperativen Gesamtschule. Da Hauptschule und Realschule in Grafenau in enger Nachbarschaft errichtet wurden, war ein schneller Schüler- und Lehrerwechsel zwischen den Stunden möglich. Dieser Versuch endete nach 20 Jahren am 31. Juli 1993.
Wenige Monate später, am 12. November 1993 erhielt das Gymnasium den heutigen Namen nach Johann I. Landgraf von Leuchtenberg, der durch seine Bemühungen 1376 die Stadterhebung Grafenaus erwirkte. Fünf Jahre später, 1998 wurde der Gründungsdirektor Gert Kratzer in den Ruhestand verabschiedet. Er übergab sein Amt an den Rektor Wilhelm Hundsrucker, der mit Wirkung zum 1. März 2007 in den vorläufigen Ruhestand ging. Übergangsweise übernahm sein Stellvertreter Alois Schmid die Leitung der Schule. Zum 1. August 2007 wurde Günther Kratzer als Nachfolger von Wilhelm Hundsrucker berufen. Dieser war bis Februar 1999 stellvertretender Schulleiter dieser Schule und wechselte dann von 1999 bis 2007 auf den Posten des Schulleiters des Gymnasiums in Zwiesel. Zum Schuljahr 2009/10 ging Alois Schmid in den Ruhestand. Seine Nachfolgerin als stellvertretende Schulleiterin wurde Josefa Stamm.
Seit 2001 befindet sich das Schulgebäude in einer groß angelegten Umbauphase, wobei unter anderem ein Speisesaal entstanden ist, um der durch das G 8 erhöhte Ganztagesbeschulung gerecht zu werden.

## Schüler und Lehreranzahl
| Schuljahr | Schüleranzahl | Lehreranzahl |
| --------- | ------------- | ------------ |
| 2000/01   | 602           |              |
| 2001/02   | 623           |              |
| 2002/03   | 601           |              |
| 2003/04   | 608           |              |
| 2004/05   | 631           |              |
| 2005/06   | 625           | 44           |
| 2006/07   | 624           | 43           |
| 2007/08   | 587           | 41           |
| 2008/09   | 586           | 40           |
| 2016/17   | 450           | 36           |
| 2020/21   | 381           | 34           |
| 2022/23   | 367           | 35           |
| 2023/24   | 400           | 35           |

## Ehemalige Schüler
- Oskar Atzinger (* 1963), Politiker (AfD)
- Bianca Eder (* 1981), Fußballspielerin (FC Bayern München)
- Monika-Margret Steger (* 1969), Schauspielerin und Musikerin

## Sonstiges
Das Schulzentrum am Schwaimberg ist mit zwei Sporthallen, einem Schwimmbad sowie einer Freiluft-Sportanlage ausgestattet.